# Прва лига СР Југославије у рукомету за жене
Прва лига СР Југославије у рукомету за жене је била највиша рукометна лига у СР Југославији. Формирана је 1992. након распада СФР Југославије и расформирања бивше Прве савезне лиге Југославије. Нижи ранг такмичења је била Друга лига СР Јуославије у рукомету. Године 2003. преименована је у Прва лига Србије и Црне Горе због промене имена државе СР Југославије у Државна заједница Србија и Црна Гора. Прва лига СРЈ/СЦГ у рукомету престала је да постоји  2006. године након распада заједничке државе Србије и Црне Горе. Све титуле освојила је подгоричка Будућност.

## Прваци
| Сезона   | Првак               | Други             | Трећи             |
| -------- | ------------------- | ----------------- | ----------------- |
| 1992/93. | Будућност Подгорица | Раднички Београд  | ОРК Београд       |
| 1993/94. | Будућност Подгорица | Вождовац Београд  | Сомбор            |
| 1994/95. | Будућност Подгорица | Вождовац Београд  | Раднички Београд  |
| 1995/96. | Будућност Подгорица | Вождовац Београд  | Сомбор            |
| 1996/97. | Будућност Подгорица | Напредак Крушевац | Сомбор            |
| 1997/98. | Будућност Подгорица | Сомбор            | Напредак Крушевац |
| 1998/99. | Будућност Подгорица | ?                 | ?                 |
| 1999/00. | Будућност Подгорица | Раднички Београд  | Слодес Београд    |
| 2000/01. | Будућност Подгорица | ?                 | ?                 |
| 2001/02. | Будућност Подгорица | ?                 | ?                 |
| 2002/03. | Будућност Подгорица | ДИН Ниш           | ?                 |
| 2003/04. | Будућност Подгорица | ДИН Ниш           | ?                 |
| 2004/05. | Будућност Подгорица | Књаз Милош        | ДИН Ниш           |
| 2005/06. | Будућност Подгорица | ?                 | ?                 |